# Factorías en la sombra británicas

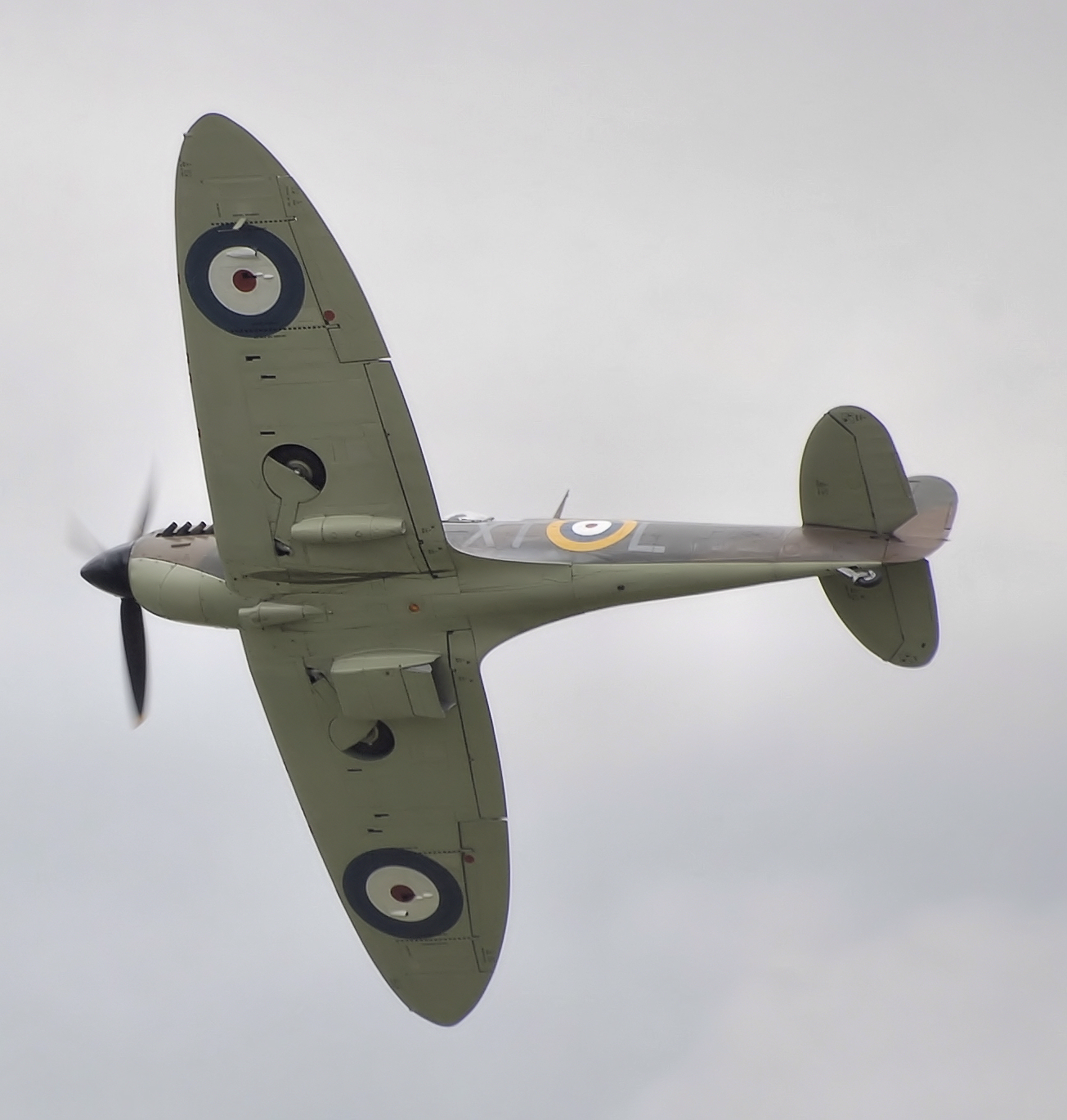
Un Spitfire Mark IIa, considerado el decimocuarto avión construido en Castle Bromwich

Las factorías en la sombra británicas (nombre original en inglés: british shadow factories) fueron el resultado del Plan en la Sombra (Shadow Scheme), una iniciativa ideada en 1935 y desarrollada por el Gobierno del Reino Unido como preparación ante un inminente conflicto bélico (que se materializaría en la Segunda Guerra Mundial). Su objetivo era tratar de satisfacer la necesidad urgente de disponer de más aeronaves, mediante la transferencia de la tecnología de la industria del automóvil al sector aeronáutico para ampliar su capacidad de producción.
El término "sombra" no hacía referencia a ningún tipo de secreto, sino al entorno protegido que recibirían las actividades aeronáuticas, al poder contar con personal capacitado procedente de todos los niveles de la industria de la automoción (a la sombra de), dando a su operativa condiciones similares a las de la industria del motor.
En marzo de 1936 se formó una Dirección de Producción Aeronáutica, con la responsabilidad de la fabricación de fuselajes, motores, equipos asociados y armamento. El proyecto estaba encabezado por Herbert Austin, y fue desarrollado por el Ministerio del Aire bajo el nombre interno de Shadow Scheme. Sir Kingsley Wood asumió la responsabilidad del plan en mayo de 1938, al ser nombrado Secretario de Estado del Aire en lugar de Lord Swinton.
Se construyeron muchas nuevas factorías, como parte del esquema de dispersión diseñado para reducir el riesgo de un colapso total de la producción si se bombardeara lo que de otro modo sería una gran instalación. Estas no eran factorías en la sombra propiamente dichas. En algunos casos, con esta designación también se hizo referencia al intento de mantener la existencia de ciertas instalaciones en secreto.

## Propósito y uso
Era imposible que estas instalaciones fueran secretas, aunque se camuflaron después de que comenzaron las hostilidades. Fueron plantas de producción de material de guerra construidas "a la sombra" de las factorías de la industria del motor, para facilitar la transferencia de su tecnología a la construcción de armamento y ejecutar en paralelo (por una tarifa de gestión sustancial y bajo el control directo del negocio de la industria del motor), la producción de material bélico en instalaciones convenientemente distribuidas. El general alemán Erhard Milch, jefe de administración de la Luftwaffe, visitó Gran Bretaña nuevamente en el otoño de 1937, inspeccionando las nuevas factorías en la sombra en Birmingham y Coventry, así como los aviones de la RAF y los aeródromos.

### Antecedentes
Hasta mediados de 1938, el Ministerio del Aire había sido encabezado por Lord Swinton. El Primer Ministro Neville Chamberlain le obligó a renunciar a su puesto debido a la falta de progreso en el rearme de la Real Fuerza Aérea Británica, provocado por el inmovilismo del envejecido William Morris. Los funcionarios de Swinton se acercaron a su nuevo jefe, Sir Kingsley Wood, y le plantearon una serie de preguntas informales que habían hecho desde 1935 sobre el tema, como las cuestiones formuladas a Morris Motors con respecto a la capacidad de producción de motores de aviación en su planta de Cowley (Oxford). Resultó que los motores especializados de alto rendimiento requeridos por la RAF fueron fabricados por Armstrong Siddeley, Bristol Aeroplane Company, Napier y Rolls-Royce; y todos ellos emplearon una gran cantidad de subcontratistas. A pesar de sus nuevas fábricas, las protestas de las compañías Wolseley Aero Engines (Nuffield) y Alvis fueron ignoradas. Sus productos no fueron utilizados, y los motores siguieron siendo especificados por los diseñadores de las aeronaves. Nuffield participó después de la designación de Wood, facilitando la factoría de Castle Bromwich, pero después de dos años, la administración era tan deficiente que no se había producido allí ningún Spitfire. Las instalaciones de Castle Bromwich dejaron de depender de Nuffield y quedaron bajo el control de Vickers.

### Desarrollo
El plan tenía dos partes:
- Desarrollo de nueve nuevas fábricas. El gobierno construiría y equiparía las fábricas. Se les pediría a las compañías automovilísticas que adquieran experiencia en la fabricación de piezas de motores aeronáuticos, de modo que, si estallara la guerra, las nuevas fábricas podrían entrar en producción inmediatamente.[6]
- Extensión del plan a complejos industriales existentes para permitir una adaptación más fácil de su capacidad de producción a la industria aeronáutica o la expansión de la capacidad de producción total.

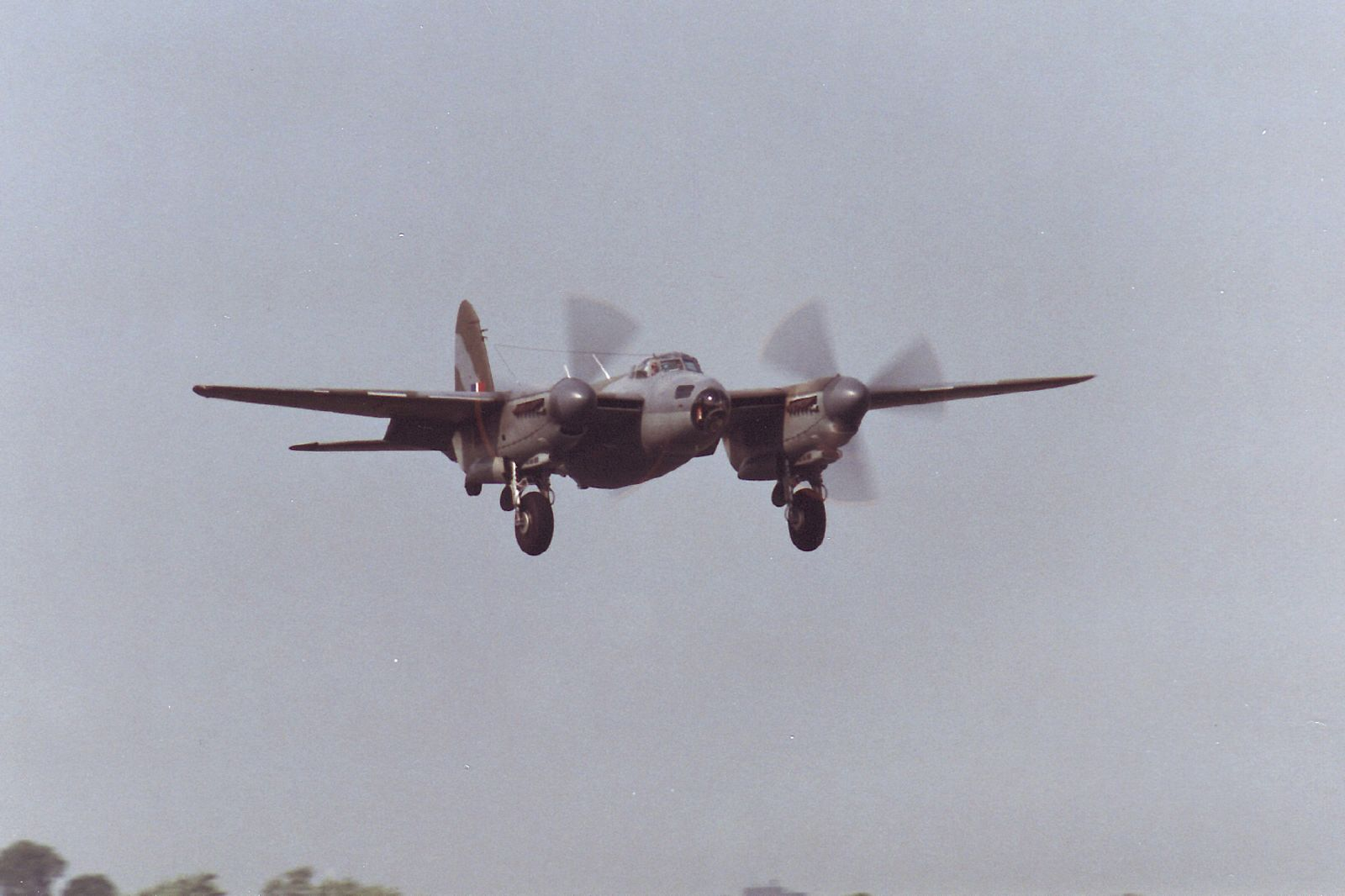
De Havilland Mosquito
con motores producidos por Standard Motor Co, Canley y Herts.

Según el plan, se disponía de fondos gubernamentales para la construcción de estas nuevas instalaciones de producción, en forma de subvenciones y préstamos. La clave del plan fueron los productos y las previsiones de Rolls-Royce, cuyo motor Merlin impulsó muchas de las aeronaves clave desarrolladas por el Ministerio del Aire, así como el motor Hércules de Bristol. Bristol Airplane no permitiría que las factorías en la sombra construyeran motores completos, solo componentes. La excepción fue Austin.
Los primeros fabricantes en la sombra de motores fueron: Austin, Daimler, Humber (Rootes Securities), Singer, Standard, Rover y Wolseley. El propio William Morris eliminó a Wolseley del acuerdo, y Singer estaba pasando por serias dificultades financieras.

#### Las factorías
Wood entregó el plan general del proyecto a la Dirección de Fábricas del Ministerio del Aire, nombrando a Herbert Austin para dirigir la iniciativa (la mayoría de las instalaciones se desarrollarían junto a las fábricas de vehículos automóviles existentes) y el enlace técnico con la industria aeronáutica a Charles Bruce-Gardner. También confió a William Morris la construcción de la nueva factoría de Castle Bromwich, clave del plan, que se planeó para entregar 1000 nuevos Spitfire a la RAF a finales de 1940. Sin embargo, los retrasos acumulados hicieron que en mayo de 1940 Morris fue apartado del plan, pasando la responsabilidad de gestionar la nueva factoría a Vickers.
Los edificios eran naves de hasta 600 m de longitud, iluminadas por techos con lucernarios "orientados al norte". Las oficinas eran de ladrillo y, siempre que era posible, daban a una calle principal. Estos edificios eran extremadamente adaptables y seguirían siendo parte del paisaje industrial británico durante más de 50 años. Uno de los más grandes fue el de Cofton Hackett de Austin (junto a su factoría de Longbridge), que se comenzó a construir en agosto de 1936. Con 470 m  de largo y 120 m de ancho, la estructura tenía una superficie útil de 81.000 m². Más adelante se agregó una fábrica de fuselajes de 61.000  m², y un hangar de vuelo de 150 por 58 m anexo a la fábrica de fuselajes.

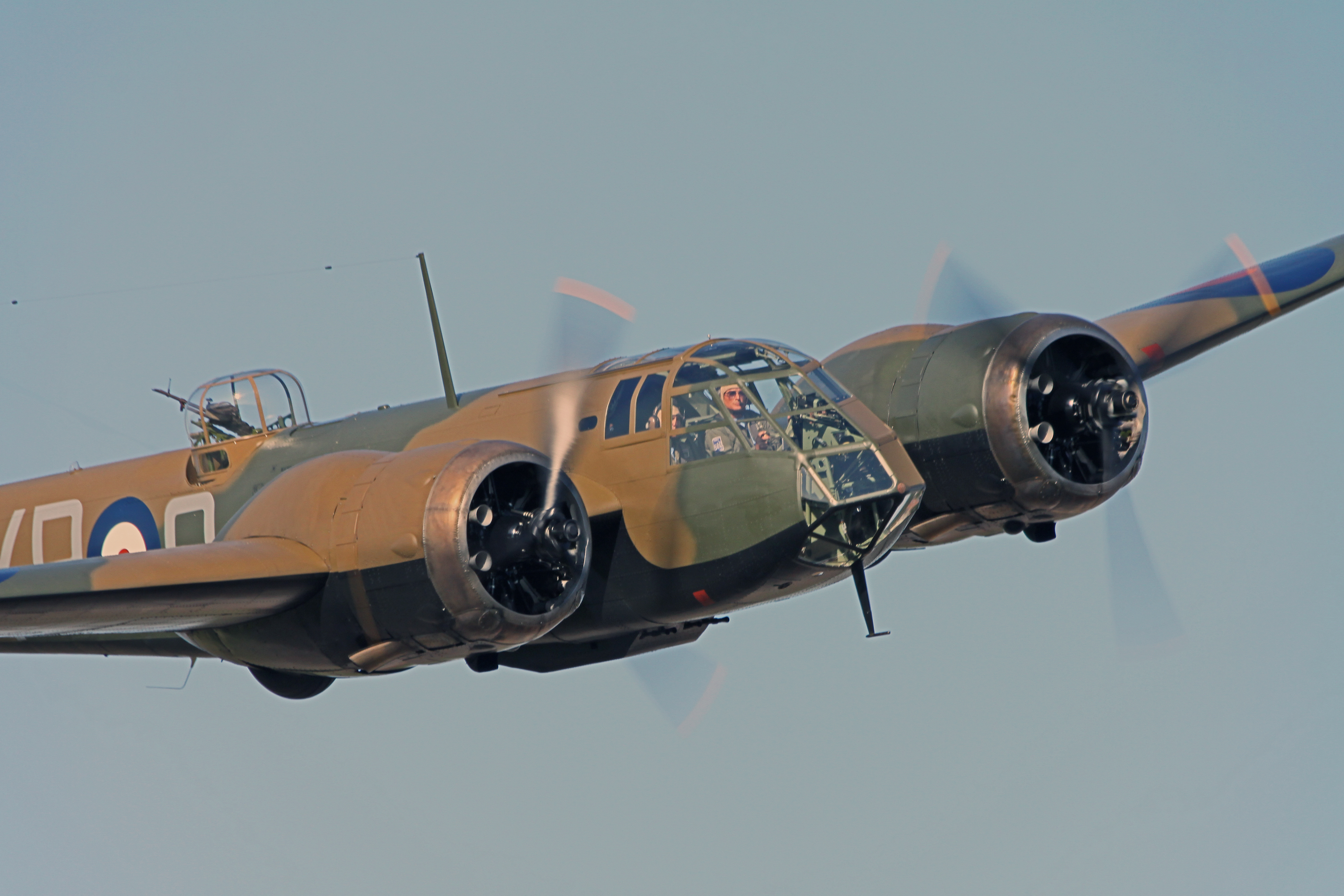
Bristol Blenheim,
fabricado por Rootes Blythe Bridge y Speke

Los nuevos edificios eran modelos de diseño de fábrica eficientes. Tenían pasillos anchos y despejados y buena iluminación, y no tenían ejes ni transmisiones por correa. Las cinco fábricas paralelas de Coventry estaban en producción a finales de octubre de 1937, dedicadas a la fabricaban de partes del motor Bristol Mercury. En enero de 1938, dos de esas factorías en la sombra producían fuselajes completos. En julio de 1938, el primer bombardero construido por completo en una factoría en la sombras (Austin) realizó pruebas de vuelo en presencia de Sir Kingsley Wood, Secretario de Estado del Aire. Ocho factorías en la sombra que construían componentes de aviones estaban en producción en Coventry o en sus cercanías en febrero de 1940.
A medida que avanzaba el plan, y después de la muerte de Austin en 1941, la Dirección de fábricas del Ministerio del Aire, bajo los auspicios del Ministerio de Producción de Aeronaves, se hizo cargo gradualmente de la construcción de los edificios necesarios para la producción de aviones. A principios de 1943 las funciones de la dirección de las Fábricas del Ministerio del Aire se transfirieron al Ministerio de Industria.
Escocia
De las tres oleadas de construcción de fábricas en la sombra, solo llegó a Escocia la tercera (la más pequeña), con la reforma de la fábrica de Hillington que producía motores Merlin de Rolls-Royce.
Imperio Británico
Se introdujeron planes similares en Canadá, Australia, Nueva Zelanda y Sudáfrica.

## Lista de factorías en la sombra (incompleta)

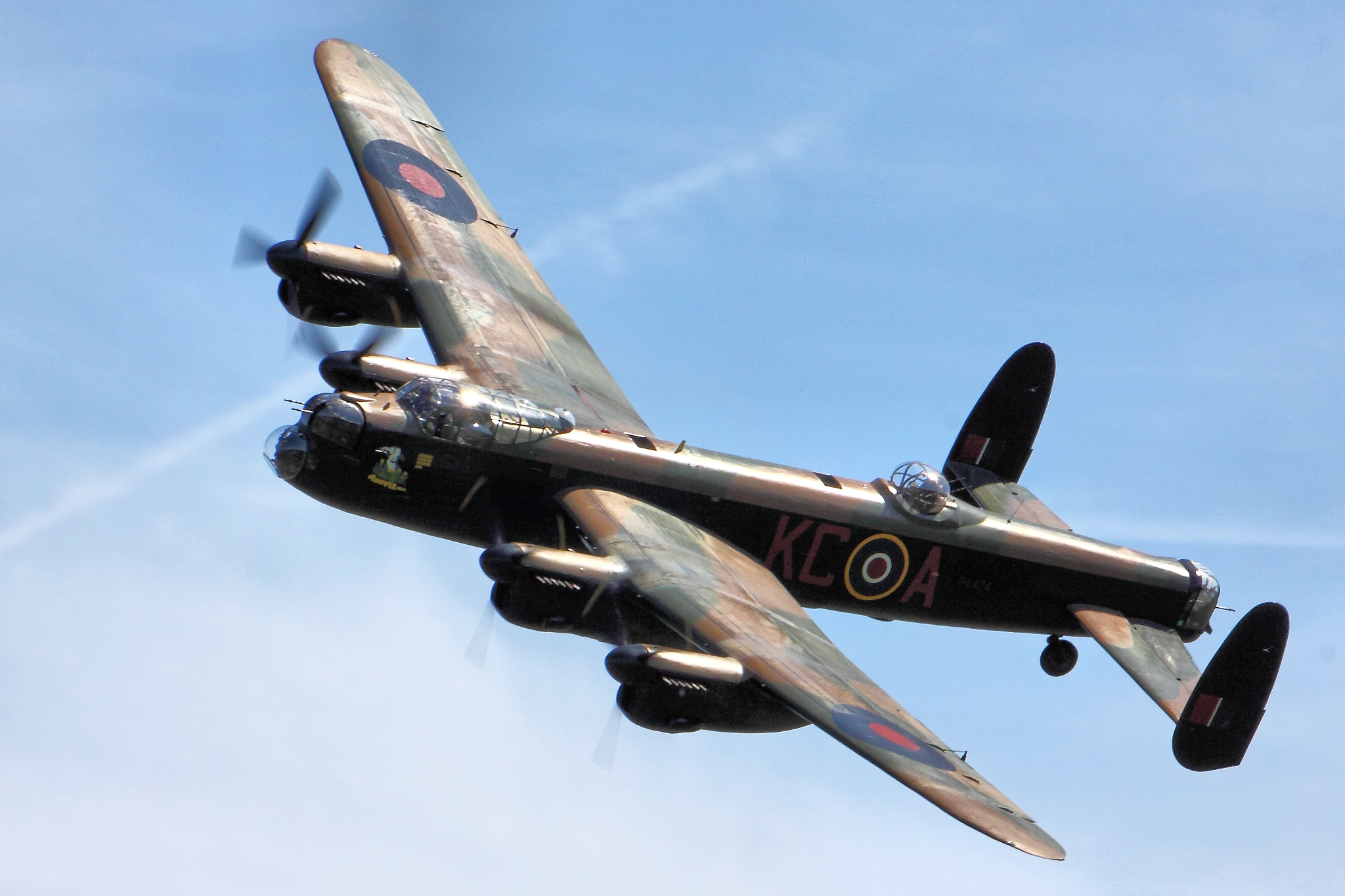
Avro Lancaster
Fabricado en las factorías de Cofton Hackett y Castle Bromwich

| Localización                                    | Gestor para el Ministerio de Producción de Aeronaves | Uso original                                         | Producción bélica | Uso posterior                                                                |
| ----------------------------------------------- | ---------------------------------------------------- | ---------------------------------------------------- | --- | ---------------------------------------------------------------------------- |
| Acocks Green, sur de Birmingham                 | Rover Aero                                           | Terrenos agrícolas de la familia Westwood            | Partes del motor radial Bristol Hercules                                                                                                 | Reurbanizada                                                                 |
| Banner Lane, Coventry                           | Standard Aero No. 2                                  | Campo de golf                                        | Motor radial Bristol Hercules (válvula de camisa)                                                                                        | Tractores Ferguson (después Massey Ferguson). Cerrada en 2002. Reurbanizada  |
| Blythe Bridge, Staffordshire                    | Rootes Securities                                    |                                                      | Blenheim, Beaufort, Bristol Beaufighter                                                                                                  | Cocinas Indesit                                                              |
| Cerca de Bolton, Lancashire                     | de Havilland                                         |                                                      | Hélices |                                                                              |
| Browns Lane, Coventry                           | Daimler                                              | Granja                                               | Motores de aviación, ensamblaje de componentes de aviación                                                                               | Planta de Browns Lane de Jaguar, demolida en 2008, reurbanizada              |
| Burtonwood, Warrington                          | Fairey Aviation                                      |                                                      | Montaje y modificación de aviones importados de Estados Unidos                                                                           |                                                                              |
| Canley-Fletchamstead Hy, Coventry               | Standard Aero No. 1                                  | Espacio sin ocupar en la factoría de Standard Canley | Bristol Beaufighter De Havilland DH.98 Mosquito                                                                                          | Demolida en 1980 tras el cierre de Standard Motor Company. Reurbanizada      |
| Canley-Fletchamstead Hy, Coventry               | H M Hobson                                           | Espacio sin ocupar en la factoría de Standard Canley | Carburadores para motores aeronáuticos                                                                                                   | emolido en 1980 tras el cierre de Standard Motor Company. Reurbanizada       |
| Castle Bromwich, West Midlands                  | Nuffield Organisation y después Vickers              | Granja y factoría de máquinas de coser               | 11.989 Spitfire, Avro 683 Lancaster | Centro de investigación de Dunlop, Fisher and Ludlow — Pressed Steel, Jaguar |
| Christchurch (Dorset)                           | Airspeed                                             |                                                      | Airspeed Oxford |                                                                              |
| Clifton cerca de Mánchester                     | Magnesium Elektron                                   |                                                      | Aleaciones de magnesio |                                                                              |
| Cofton Hackett, East Works, Longbridge          | Austin                                               | Granja en Groveley Lane                              | Motores de aviación, Bristol Mercury y Pegasus Producción de aeronaves - Fairey Battle, Stirling, Avro 683 Lancaster, Vickers Wellington | Reurbanizada                                                                 |
| Coventry, Stoke Aldermoor Lane                  | Humber                                               |                                                      | Motores de aviación |                                                                              |
| Crewe, Cheshire                                 | Rolls-Royce                                          | Granja                                               | Rolls-Royce Merlin | Bentley Crewe                                                                |
| Cwmbran, Gales del Sur                          | Lucas                                                | Granja                                               | Carlingas |                                                                              |
| Distington, Cumbria                             | High Duty Alloys Ltd                                 | Granja                                               | Partes de aviones de hiduminium | Abandonada                                                                   |
| Errwood Park, Stockport                         | Fairey Aviation                                      |                                                      | Bristol Beaufighter y después Handley Page Halifax                                                                                       |                                                                              |
| Drakelow Tunnels, Kidderminster                 | Rover Company                                        | Baldío                                               | Mecanización de partes de los motores Bristol Hercules y Rolls-Royce Merlin                                                              | Preservada como testimonio de la Guerra Fría                                 |
| Hillington, Glasgow                             | Rolls-Royce                                          | Granja                                               | Rolls-Royce Merlin | Cerrada en 2005, reconvertida en urbanización industrial.                    |
| Meir, Stoke-on-Trent                            | Rootes Securities                                    | Campo de aviación                                    | Montaje del Harvard, y modificaciones del Mustang                                                                                        | Transformada en aeródromo                                                    |
| Ryton, sur este de Coventry                     | Humber                                               | Granja                                               | Motores aéreos | Fabricación de coches, posteriormente reurbanizada                           |
| Lode Lane, Solihull                             | Rover                                                | Granja                                               | Partes del motor radial Bristol Hercules                                                                                                 | Factoría de Land Rover en Solihull                                           |
| Aeropuerto de Liverpool-John Lennon, Lancashire | Rootes Securities                                    | Aeropuerto de Speke                                  | Bombarderos pesados Bristol Blenheim y Handley Page Halifax                                                                              | Neumáticos, calzado, y bolas de tenis Dunlop, posteriormente reurbanizada    |
| Staverton, Gloucestershire                      | Rotol                                                | Aeródromo de Staverton                               | Hélices de paso variable | Aeropuerto Rotol Gloucester                                                  |
| Trafford Park, Mánchester                       | Ford Motor Company                                   | Planta de ensamblaje de motores abandonada           | Rolls-Royce Merlin | Uso industrial moderno                                                       |
| Willesden, North London                         | Freestone and Webb                                   | Fabricación de carrocerías                           | Puntas de ala del Spitfire | Reurbanizada                                                                 |
| Woodstock Mill, Oldham, Lancashire              | H M Hobson                                           | Hilatura de algodón                                  | Carburadores para motores de aviación | Centro logístico                                                             |

## Dispersión estratégica
El Libro Blanco sobre la Defensa publicado en febrero de 1937 reveló que se habían tomado medidas para reducir el riesgo de un ataque aéreo que supusiera un golpe de gracia contra las fuentes de suministros esenciales, incluso a costa de una duplicación, construyendo nuevas plantas satélites que también atraerían mano de obra desde áreas congestionadas y en dificultades. En aquel momento todavía existían áreas de desempleo severo.

### London Aircraft Production Group

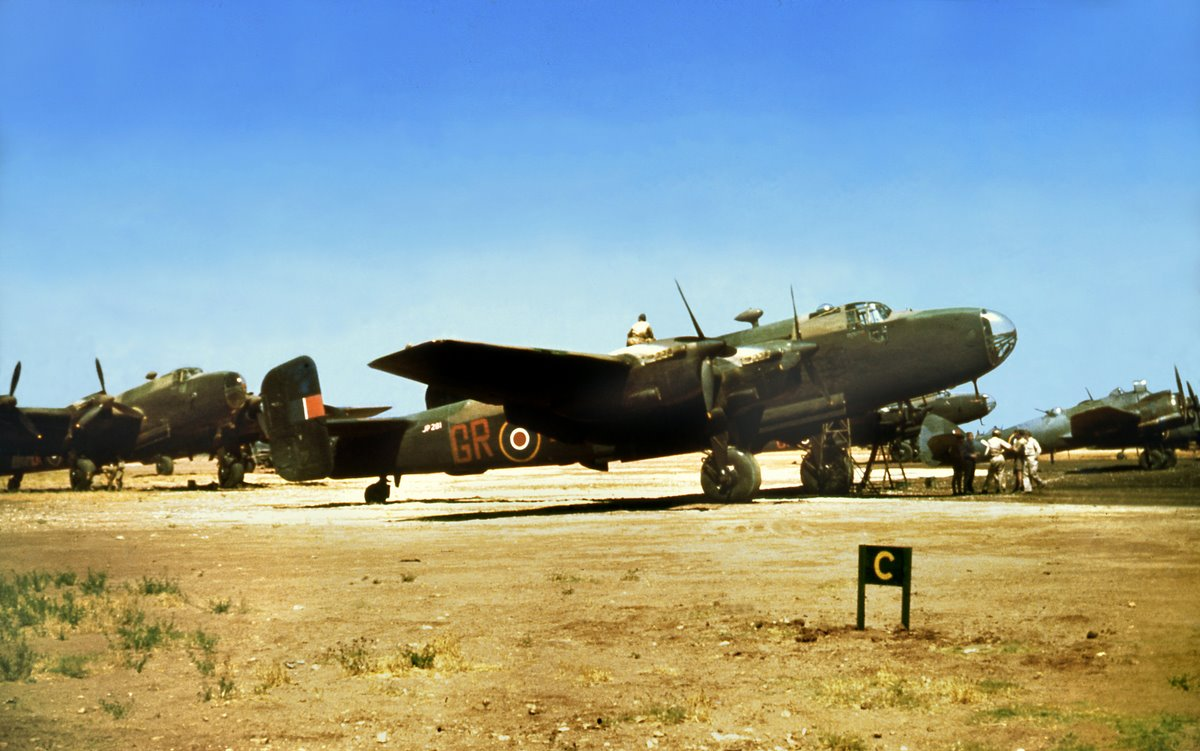
Bombarderos Halifax (5 de noviembre de 1944)

Paralelamente al "Plan de Factorías en la Sombra", el London Aircraft Production Group (LAPG) se formó en 1940, combinando la gestión de fábricas y talleres de:
- Chrysler en Kew,
- Duple,
- Express Motor & Bodyworks Limited,
- Park Royal Coachworks y
- London Transport.

La principal actividad del grupo fue la producción de bombarderos Handley Page Halifax para la Real Fuerza Aérea Británica, municiones, piezas de armas, vehículos blindados y repuestos para vehículos. El grupo fue liderado por London Transport desde sus instalaciones en Chiswick, Aldenham Works y la nueva planta industrial de De Havilland en Leavesden, Hertfordshire, que tenía una gran fábrica y un campo de aviación (la construcción de ambos fue autorizada el 10 de enero de 1940) para la producción, el ensamblaje y las pruebas de vuelo de los bombarderos Halifax completados.
La siguiente lista de ocho miembros del London Aircraft Production Group se publicó en marzo de 1945. La relación incluye a los miembros del grupo LAP con fábricas en Preston, Speke y Stockport:
- English Electric en Preston

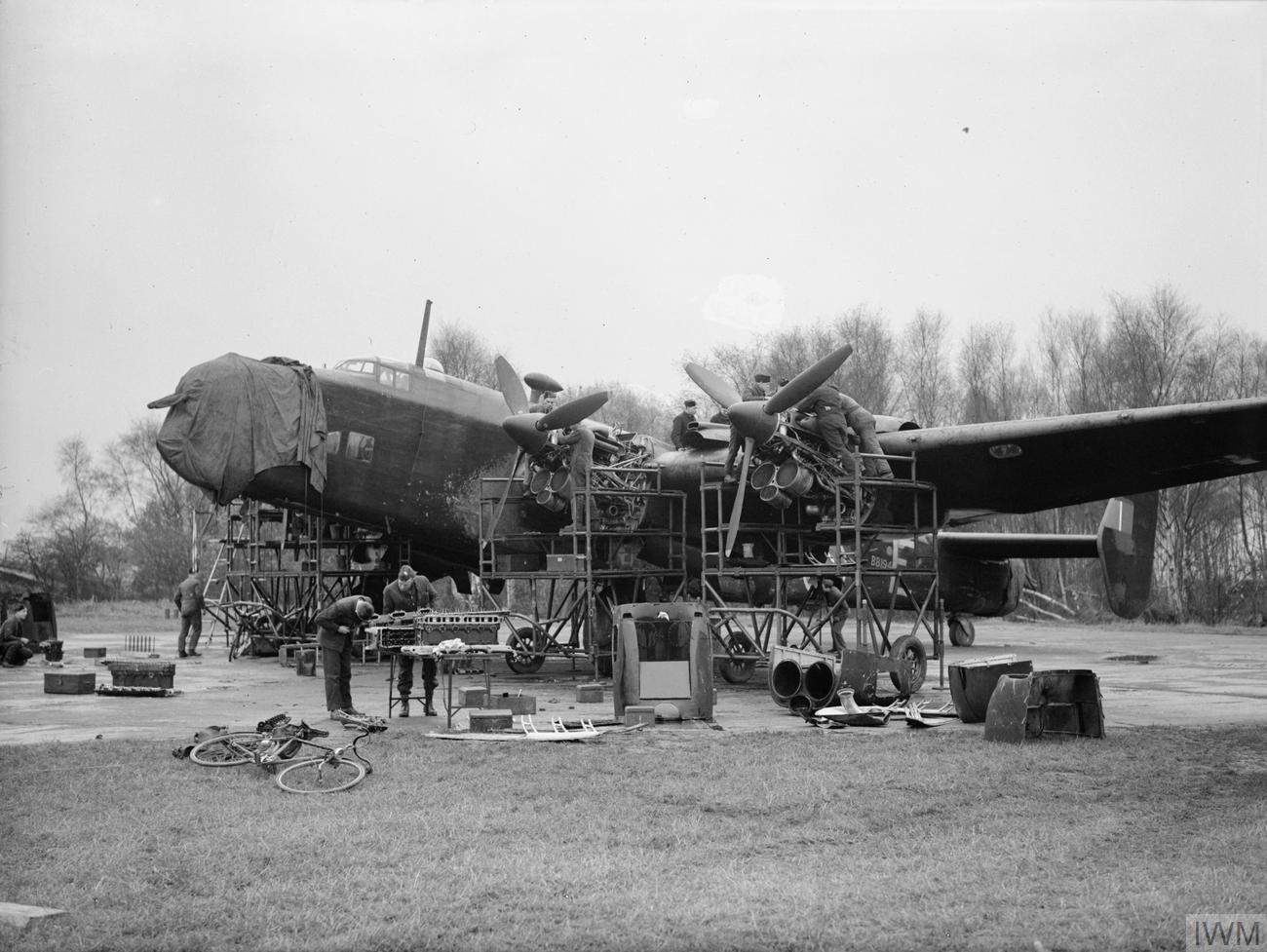
Los Halifax tenían el mantenimiento de sus cuatro motores Merlin disperso en distintos lugares de Yorkshire

- London Passenger Transport Board (Sección central y los accesorios y equipos instalados para la parte delantera del fuselaje)
- Rootes Securities en Speke
- Chrysler Motors (Parte trasera del fuselaje)
- Express Motor and Body Works (Partes intermedias de las alas y cola)
- Duple Bodies and Motors (Carlinga y los componentes de la parte delantera del fuselaje)
- Park Royal Coachworks (Exteriores de las alas)
- Fairey Aviation Company en Stockport

Desde mayo de 1941 asumieron la responsabilidad del ensamblaje final y del vuelo de prueba. Su primer avión estuvo en el aire antes de finales de 1941. Se les asignaron sus propios aeródromos en lugar de enviar aeronaves al aeródromo de Handley Page.
En el momento de máxima actividad, el grupo involucró 41 fábricas y unidades de dispersión, 660 subcontratistas y más de 51.000 empleados.
En última instancia, la producción aumentó a 200 bombarderos Halifax por mes y el grupo proporcionó algo así como el 40 por ciento de la producción de bombarderos pesados de la nación. Los Halifax arrojaron más de 200.000 toneladas de bombas.
El "agradecimiento" de Sir Frederick Handley Page a estas firmas "hijas" fue un almuerzo en The Dorchester, en el que el jefe de cada empresa recibió un modelo plateado de un bombardero Halifax y los trabajadores distinguidos recibieron diplomas reconociendo su esfuerzo.
Debido a la alta prioridad que se le dio a la producción de aeronaves, se tuvo que contratar un gran número de trabajadores con poca experiencia o capacitación en la producción de aeronaves, con más de la mitad de la fuerza de trabajo siendo finalmente mujeres. En su apogeo, el LAPG incluyó 41 fábricas o talleres, 600 subcontratistas y 51.000 empleados, produciendo un avión por hora. El primer Halifax del LAPG se entregó en 1941 y el último, llamado London Pride, en abril de 1945.

### Prolongación de la iniciativa
El diseño de algunas grandes fábricas en la sombra, especialmente penalizadas por su rigidez cuando eran bombardeadas, significaba que otras áreas clave de la producción militar preparasen sus propios planes de fábricas de dispersión:
- Alvis tenía 20 emplazamientos solo en Coventry, produciendo vehículos y municiones.[41] Poco después de la destrucción total de la fábrica de Alvis por la aviación alemana en 1940, la empresa operaba en ocho fábricas de dispersión, lo que le permitió reanudar las entregas de sus productos más importantes. Se le asignaron nueve fábricas de dispersión adicionales después de nuevos ataques del enemigo y, tras Pearl Harbor, a finales de 1941, Alvis organizó, equipó y administró una nueva factoría en la sombra para fabricar hélices de paso variable.[42]
- Rover administró y controló seis fábricas en la sombra en nombre del Gobierno, y controló dieciocho fábricas de dispersión diferentes.[43]
- The Birmingham Small Arms Company Limited solamente durante la guerra controló 67 fábricas de Small Heath.

## Lista de fábricas de dispersión (incompleta)
| Localización                        | Propietario               | Uso original                          | Producción bélica                                                                                   | Uso posterior                                                                             |
| ----------------------------------- | ------------------------- | ------------------------------------- | --------------------------------------------------------------------------------------------------- | ----------------------------------------------------------------------------------------- |
| Axminster, Devon                    | Axminster Carpets         | Fabricación de alfombras              | Bombas extintoras manuales                                                                          | Fabricación de alfombras                                                                  |
| Blackpool, Lancashire               | Vickers                   | Aeropuerto Internacional de Blackpool | Bombarderos                                                                                         | Aeropuerto Internacional de Blackpool                                                     |
| Belfast, Irlanda del Norte          | Short & Harland           |                                       | Bombarderos y lanchas rápidas                                                                       | Instalaciones de la empresa aeroespacial Short Brothers                                   |
| Birmingham                          | Fisher and Ludlow         |                                       | |                                                                                           |
| Broughton (Flintshire)              | Vickers                   | Granja                                | Producción de aviones                                                                               | Airbus Industrie, Broughton                                                               |

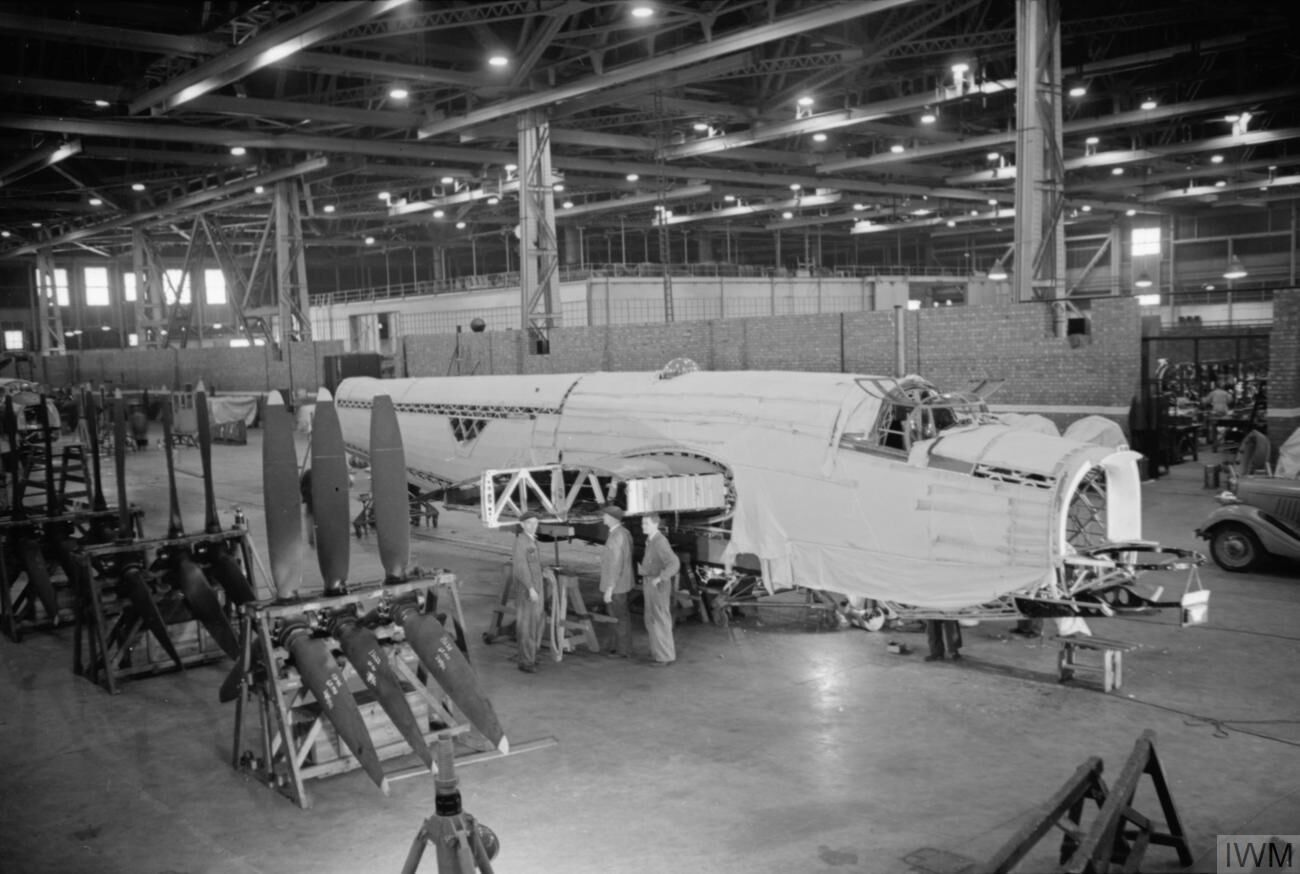
Un bombardero Wellington en construcción en Vickers, Hawarden, cerca de Chester (1 de junio de 1942)

| Cheltenham, Gloucestershire         | Smiths Instruments        |                                       | Relojes                                                                                             | [ 45 ]                                                                                    |
| Distington, Cumbria                 | High Duty Alloys Ltd      | Granja                                | Componentes de aviación de hiduminium                                                               | Abandonada                                                                                |
| Edimburgo                           | Ferranti                  |                                       | Montajes eléctricos ópticos y mecánicos                                                             | Ferranti                                                                                  |
| Grantham, Lincolnshire              | BMARC                     | Granja                                | Cañón Hispano-Suiza de 20 mm                                                                        | Reurbanizada                                                                              |
| Hawarden, Flint                     | Vickers                   | Granja                                | Vickers Wellingtons                                                                                 | Airbus Industrie, Broughton                                                               |
| Hawthorn, Box y Corsham, Wiltshire  | Bristol Aeroplane Company | Cantera, piedra de Bath               | Destinado a motores de aviación, pero poco utilizado                                                | Legó a ser el Cuartel General de la Guerra del Gobierno Central, cerrado en 2005          |
| Hawthorn, Corsham, Wiltshire        | BSA                       | Cantera, piedra de Bath               | Ametralladora Browning M1919                                                                        | Abandonado, bajo el RAF Rudloe Manor                                                      |
| Hednesford, Staffordshire           |                           |                                       | Rodamientos                                                                                         | Fábrica de rodamientos Fafnir                                                             |
| East Lancashire Road, Liverpool     | Napier & Son              |                                       | Fabricación de aviones, Napier Sabre                                                                | English Electric y después urbanización industrial                                        |
| Linwood, Paisley Escocia            | Beardmore's               | Granja                                | Aceros especiales para cañones                                                                      | Pressed Steel y después Rootes Group's North Plant                                        |
| No divulgado (¿Mánchester?)         | Cossor                    |                                       | Tubos de rayos catódicos para el Radar                                                              |                                                                                           |
| Newcastle-under-Lyme, Staffordshire | BSA                       | Granja                                | Cañón Hispano-Suiza de 20 mm                                                                        | Reurbanizada                                                                              |
| Newtown (Gales)                     | Accles & Pollock          | Granja                                | Acero tubular: armazones de aviones, cañones                                                        | Reurbanización industrial                                                                 |
| Northampton (Duston)                | British Timken            | Granja                                | Rodamientos                                                                                         | Fábrica abierta en 1941 y cerrada en 2002 (trasladada a Polonia). Demolida y reurbanizada |
| Shaw y Crompton Lancashire          | GEC                       |                                       | Tubos de rayos catódicos para Radar, instrumental                                                   |                                                                                           |
| South Marston, Swindon, Wiltshire   | Phillips & Powis Aircraft | Granja                                | Producción de aviones, especialmente del modelo Miles Master, controlada por la factoría de Woodley | Factoría de automóviles Honda                                                             |
| Stonehouse                          | Sperry Gyroscope Co. Ltd  | Hilaturas                             | Giróscopos e instrumental                                                                           | Reurbanización industrial                                                                 |
| Stonehouse                          | Hoffmann Ball Bearings    | Granja                                | Cojinetes de bolas para motores de aviación                                                         | Reurbanización industrial                                                                 |
| Swaythling, Hampshire               | Cunliffe-Owen Aircraft    | Granja                                | Partes del Spitfire                                                                                 | Factoría de Ford en Southampton                                                           |
| Swindon, Wiltshire                  | Plessey                   |                                       | Componentes eléctricos                                                                              | Factoría de la compañía de electrónica de telecomunicaciones Plessey                      |
| Treforest, Gales del Sur            | Smiths Instruments        |                                       | Sistemas de bujías KLG spark plugs                                                                  |                                                                                           |
| Tubney Wood, Oxfordshire            | Nuffield Mechanisation    |                                       | Cañones Bofors                                                                                      |                                                                                           |
| Weston-super-Mare, Somerset         | Bristol Aeroplane Company |                                       | Bristol Beaufighter                                                                                 |                                                                                           |
| Yeadon, Yorkshire                   | Avro                      |                                       | Avro 685 York                                                                                       | Aeropuerto de Leeds                                                                       |
| Ystradgynlais, Gales del Sur        | Smiths Instruments        |                                       | Relojes                                                                                             |                                                                                           |

## Extensión del Plan
En junio de 1939, la respuesta a una pregunta en el parlamento fue que 31 fábricas en la sombra estaban completas o en construcción. El Ministerio del Aire era responsable de 16 y, de estas 16, 11 trabajaban a plena capacidad. En esa época, grandes cantidades de motores y aviones de Bristol se fabricaban en factorías a la sombra propiedad del Gobierno y en los Dominios y otros países del extranjero.
En febrero de 1944, se informó al parlamento de que había 175 planes de agencias administradoras o fábricas en la sombra.

## Entradas en el catálogo de los Archivos Nacionales
Puede encontrarse información sobre el "Plan de Factorías en la Sombra" y sobre estas factorías entre los siguientes registros y encabezados de códigos de lista de series descriptivas en poder de The National Archives. Para obtener el conjunto completo de referencias (incluidas las factorías en la sombra alemanas), consúltense las direcciones del catálogo siguientes:
| Referencia del catálogo | Descripción                                                                                                 |
| ----------------------- | --- |
| AIR 19/1-10             | Plan en la Sombra y Factorías, 1935–1940                                                                    |
| AIR 20/2395 AIR 20/2396 | Plan en la Sombra                                                                                           |
| AIR 2, code 6/2         | Producción de aviones, factorías en la sombra                                                               |
| AVIA 15, code 25/1      | Factorías generales                                                                                         |
| AVIA 15, code 25/5      | Factorías en la sombra                                                                                      |
| T 161/1070              | Seguro de propiedad del gobierno administrado o mantenido por contratistas privados; Factorías en la Sombra |
| T 161/1156              | Contabilidad: apuntes bancarios de las Factorías en la Sombra                                               |